# Albert Boone
Le colonel Albert Boone fut en 1854 le fondateur du Territoire du Kansas et de la ville de Lecompton, appelée à l'origine Bald Eagle. 

## Biographie
Il était le petit-fils de Daniel Boone, le fondateur du Kentucky à la fin du XVIIIe siècle.
En 1854, selon l'édition du 15 septembre 1854 du Kansas Weekly Herald, Aristide Rodrigue et le colonel Albert Boone explorèrent les grandes plaines en suivant la Kansas (rivière). Les deux hommes avaient reçu un ordre de mission du gouvernement américain pour explorer le futur Territoire du Kansas. Ils fondent la ville de Lecomptonsur un territoire de 640 acres, négocié avec les indiens Wyandotte, sur la rive sud de la Kansas (rivière), où le premier bac, en bois, long de six mètres, et mis en service par Thomas et William Simmons.
La rue de Boone Street est nommée en son honneur à Lecompton, la ville tirant ensuite son nom de celui du magistrat Samuel D. Lecompte, venu du Maryland. Le Constitution Hall, bâti dès 1856, est le plus vieux bâtiment en bois du Kansas. Elmore Street, où la spéculation immobilière bat son plein, est alors surnommée la "Wall Street de l'ouest". Le Rowena Hotel, et ses 19 chambres sur trois étages, est alors considéré comme le meilleur des sept hôtels du Territoire du Kansas. En 1865, déserté, il devient  Lane University, du nom du général et sénateur James H. Lane.
Dès 1857, la Constitution de Lecompton tend à faire de la ville la capitale d'un état esclavagiste, ce qui déclenche les violences du Bleeding Kansas. Deux journaux sont publiés à Lecompton, le National Democrat et le Lecompton Union. De l'autre côté de la rivière, le village de Rising Sun acquiert une réputation de paradis du vice et du crime. Un mile plus à l'ouest, Fort Titus (Kansas), fortifié par le colonel Henry Titus, est une place forte des pro-esclavagisme venus du Missouri. Le 16 août 1856, il est détruit par des abolitionnistes venus de Lawrence, lors de la Bataille du Fort Titus.
Plus à l'ouest, la ville de Denver, dans le Colorado, est ensuite créée en 1857 par un groupe d'hommes de Lecompton, sur fond de Ruée vers l'or de Pikes Peak, et prend ce nom en 1858 pour honorer James Denver, alors gouverneur du Territoire du Kansas.